# Drive (serial telewizyjny)
Drive – amerykański serial telewizyjny wyprodukowany i emitowany przez FOX.

## Fabuła
Głównym bohaterem serialu jest Alex Tully, jeden z uczestników nielegalnego wyścigu, którego trasa przebiega przez Stany Zjednoczone.